# Prix des Incorruptibles
 (octobre 2022).
Le prix des Incorruptibles, dit aussi prix des Incos, est le premier prix littéraire français consacré à la littérature jeunesse contemporaine. Il est décerné par de jeunes lecteurs, de la maternelle au lycée.
L'objectif du prix est de susciter l'envie et le désir de lire auprès des plus jeunes à travers des sélections de livres de qualité. Les enfants qui y participent, communément appelés « les Incorruptibles », lisent des livres sélectionnés de leur niveau scolaire et votent pour leur titre préféré. 

## Historique
Le prix a été créé en 1988 par Françoise Xénakis et Sidney Habib, et par l’association Le Prix des Incorruptibles, association loi de 1901 de défense de la lecture, reconnue comme « association ressource » dans le cadre du plan de lutte et de prévention contre l’illettrisme du Ministère de la Jeunesse, de l’Éducation nationale et de la Recherche et comme « association éducative complémentaire de l’enseignement public » depuis 1993.
La première édition a lieu lors de l’année scolaire 1988/1989 et un des lauréats du premier prix des Incorruptibles est Roald Dahl pour son roman Matilda (Gallimard), dont l’héroïne, une petite fille très intelligente, dévore les livres depuis l’âge de trois ans.
C'est un des rares prix littéraires[réf. nécessaire] jeunesse dont les jurés sont des enfants.

## Organisation
Des comités de sélection constitués par plus de 1 200 professionnels du livre et de l'éducation (enseignants, professeures-documentalistes, bibliothécaires, libraires, etc.) choisissent cinq à six livres par niveau de lecture (maternelle, CP, CE1, CE2/CM1, CM2/6e, 5e/4e ou 3e/Lycée). 
Les enseignants, professeurs-documentalistes, bibliothécaires, animateurs et parents d’élèves souhaitant participer, inscrivent leur école, collège, lycée, bibliothèque, ou centre de loisirs entre avril et juillet, à l’association et acquièrent les livres du niveau de leur choix, qu'ils reçoivent à partir de fin septembre. 
Les jeunes participants doivent ensuite lire tous les livres avant fin mai, échanger et partager leur opinion avec leurs camarades, puis voter en mai pour leur livre préféré.

## Lauréats

### Lauréats 2012
- Maternelle: Si tous les éléphants s'appelaient Bertrand, Édouard Manceau, Milan Jeunesse
- CP : Surtout, n'ouvre pas la porte, Claire Clément, ill. Gwénola Carrère, Bayard
- CE1 : Faim de loup, Éric Pintus, ill. Rémi Saillard, Didier Jeunesse
- CE2/CM1 : Bao et le dragon de jade, Pascal Vatinel, ill. Peggy Adam, Actes Sud Junior
- CM2/6e : SOS ange gardien, Véronique Delamarre Bellégo, Oskar Jeunesse
- 5e/4e : Les Haut-Conteurs T1 : la Voix des rois, Patrick McSpare et Olivier Peru, Scrinéo Jeunesse
- 3e/2nde : Metal mélodie, Maryvonne Rippert, Milan Jeunesse

### Lauréats 2013
- Maternelle : Les poulets guerriers, Catherine Zarcate et Élodie Balandras, Syros
- CP : La culotte du loup, Stéphane Servant et Lætitia Le Saux, Didier Jeunesse
- CE1 : L'oiseau arlequin, Pascale Maret et Delphine Jacquot, Thierry Magnier
- CE2/CM1 : Vert secret, Max Ducos, Sarbacane
- CM2/6ème : Le fantôme de Sarah Fisher, Agnès Laroche, Rageot
- 5ème/4ème : Saba, ange de la mort, T.1 : Les chemins de poussière, Moira Young, Gallimard jeunesse
- 3ème/2nde : Boys don't cry, Malorie Blackman, Milan Jeunesse[3].

### Lauréats 2014
- Maternelle : Nina et Nino, Yokococo, Belin
- CP : C'est pas moi, c'est mon loup !, Mily Cabrol et Amélie Graux, Milan
- CE1 : Arrête de lire !, Claire Gratias et Sylvie Serprix, Belin
- CE2/CM1 : Lulu et le brontonsaure, Judith Viorst et Lane Smith, Milan
- CM2/6ème : Azami, le cœur en deux, Isabel et Marc Cantin, Nathan
- 5ème/4ème : Décollage immédiat, Fabien Clavel, Rageot
- 3ème/2nde : Ce qu'ils n'ont pas pu nous prendre, Ruta Sepetys, Gallimard Jeunesse[4].

### Lauréats 2015
- Maternelle : Non !, Marta Altès, Éditions Circonflexe
- CP : La bonne humeur de loup gris, Gilles Bizouerne, ill. Ronan Badel, Didier Jeunesse
- CE1 : Emma à New York, Claire Frossard, photographies de Étienne Frossard, Belin
- CE2/CM1 : Rue des petits singes, Agnès Laroche,  Rageot Editeur
- CM2/6ème : La fille qui n'aimait pas les fins, Matt7ieu Radenac[5] et Yaël Hassan, Syros
- 5ème/4ème : Le manoir, tome 1 : Liam et la carte d'Eternité, Évelyne Brisou-Pellen, Bayard Jeunesse
- 3ème/2nde : Nos étoiles contraires, John Green ; trad. de Catherine Gibert, Nathan[6],[7].

### Lauréats 2016
- Maternelle : Chut ! On a un plan, Chris Haughton, éditions Thierry Magnier
- CP : Chat rouge, chat bleu, Jenni Desmond, éditions Mango Jeunesse
- CE1 : Clodomir Mousqueton, Christine Naumann-Villemin, ill. Clément Devaux, éditions Nathan
- CE2/CM1 :  La Louve, Clémentine Beauvais, ill. Antoine Déprez, Alice éditions
- CM2/6e : Banzaï Sakura, Véronique Delamarre-Bellégo, Oskar éditeur
- 5e/4e : 14-14, Silène Edgar et Paul Beorn, éditions Castelmore
- 3e/Lycée : Yankov, Rachel Hausfater, éditions Thierry Magnier[8],[9].

### Lauréats 2017
- Maternelle : Maman à l'école, Éric Veillé, ill. Pauline Martin, Actes Sud Junior
- CP : Entre chien et poulpe, Martin McKenna, Père Fouettard
- CE1 : Deux drôles de bêtes dans la forêt, Fiona Roberton, Éditions Circonflexe
- CE2/CM1 : Le voleur de sandwichs, André Marois, ill. Patrick Doyon, La Pastèque
- CM2/6e : Memo 657, Thierry Robberecht, Mijade
- 5e/4e : #Bleue, Florence Hinckel, Syros
- 3e/Lycée : Aristote et Dante découvrent les secrets de l'univers, Benjamin Alire Sáenz, PKJ[10],[11],[12].

### Lauréats 2018
- Maternelle : Au bureau des objets trouvés, Junko Shibuya, Actes Sud junior
- CP : Drôles de vacances !, Gilad Soffer, Éditions Circonflexe
- CE1 : Aimé, Claire Clément, ill. Benjamin Strickler, Éditions Talents Hauts
- CE2/CM1 : Le garçon qui parlait avec les mains, Sandrine Beau, ill. Gwenaëlle Doumont, Alice Jeunesse
- CM2/6e : La vraie recette de l’amour, Agnès Laroche, Rageot
- 5e/4e : Chemins toxiques, Louis Sachar, Gallimard Jeunesse
- 3e/Lycée : Everything everything, Nicola Yoon, Bayard Jeunesse[13].

### Lauréats 2019
- Maternelle : Plus gros que le ventre, Michaël Escoffier, ill. Amandine Piu, éd. Frimousse
- CP : Chut !, Morgane de Cadier, ill. Florian Pigé, éd. HongFei Cultures
- CE1 : Le renard Tokela, POG, ill. Marianne Alexandre, éd. Des ronds dans l'O Jeunesse
- CE2/CM1 : Tu vois, on pense à toi !, Cathy Ytak, éd. Syros
- CM2/6e : Megumi et le fantôme, Éric Senabre, éd. Didier Jeunesse
- 5e/4e : Attends qu'Helen vienne, Mary Downing Hahn, éd. Thierry Magnier
- 3e/Lycée : Need, Joelle Charbonneau, éd. Milan.

### Lauréats 2020
- Maternelle : Papa coin coin !, Rosalinde Bonnet, Éditions Circonflexe
- CP : Où tu vas comme ça ?, Gilles Bizouerne, ill. Bérengère Delaporte, Didier Jeunesse
- CE1 : Il n'y a pas de dragon dans cette histoire, Lou Carter, ill. Deborah Allwright, trad. Benjamin Kuntzer, Éditions Circonflexe
- CE2/CM1 : L'incroyable histoire du mouton qui sauva une école, Thomas Gerbeaux, ill. Pauline Kerleroux, La Joie de Lire
- CM2/6e : Jefferson, Jean-Claude Mourlevat, Gallimard Jeunesse
- 5e/4e : Le mot d'Abel, Véronique Petit, Rageot
- 3e/Lycée : ex æquo Le dossier Handle, David Moitet, Didier Jeunesse et Deux secondes en moins, Nancy Guilbert, Marie Colot, Magnard Jeunesse.

### Lauréats 2021
- Maternelle : Le bon côté du mur, Jon Agee, Gallimard Jeunesse
- CP : Une fin de loup, Jérôme Camil, Alice Jeunesse
- CE1 : Tuk-Tuk Express, Didier Lévy, ill. Sébastien Mourrain, ABC Melody
- CE2/CM1 : Capitaine Rosalie, Timothée de Fombelle, ill. Isabelle Arsenault,Gallimard Jeunesse
- CM2/6e : Peur dans la neige, Sandrine Beau, Mijade
- 5e/4e : Celle qui marche la nuit, Delphine Bertholon, Albin Michel Jeunesse
- 3e/Lycée : Keep hope, Nathalie Bernard, Frédéric Portalet, éd.Thierry Magnier[14].

### Lauréats 2022
- Maternelle : Aïe Aïe Aïe !, Christine Naumann-Villemin, ill. Ana Duna, Auzou
- CP : Paf !, Jérôme Camil, Alice Jeunesse
- CE1 : La chasse au trésor de monsieur Taupe, Katerina Gorelik, Sarbacane
- CE2/CM1 : La classe des mammouths, Jérôme Poncin, ill. Ian De Haes, Alice Jeunesse
- CM2/6e : Des bleus au cartable, Muriel Zürcher, Didier Jeunesse
- 5e/4e : Alice, David Moitet, éditions du Rocher
- 3e/Lycée : D.O.G., Nathalie Bernard, Frédéric Portalet, éd.Thierry Magnier[15]

### Lauréats 2023
- Maternelle :  Il était une fois un roi et une rei..., Philippe Jalbert, Seuil Jeunesse
- CP : Le grand voyage de Quenotte, Jessica Meserve, Didier Jeunesse
- CE1 : Le voyage d’Od ,Susanna Isern et Ana Sender, Père Fouettard
- CE2/CM1 : Extra, Delphine Pessin, Didier Jeunesse
- CM2/6e : L’herboriste de Hoteforais, Nathalie Somers, Didier Jeunesse
- 5e/4e : Né coupable, Florence Cadier, Talents Hauts
- 3e/Lycée :  Le syndrome du spaghetti, Marie Vareille, Pocket Jeunesse [16]

### Lauréats 2024
L'édition 2024 connaît 525 828 votants.
- Maternelle : Le livre perdu de Nathalie Wyss et Bernard Utz, illustré par Laurence Clément (Helvetiq)
- CP : Le concours de cabanes de Camille Garoche (Little Urban)
- CE1 : Mon passage secret de Max Ducos (Sarbacane)
- CE2/CM1 : Je m'appelle Sudan de Yun Dai, illustré par Xingming Li (Hongfei)
- CM2/6e : Cellule 24 : collégien le jour, espion la nuit de Maxime Gillio (Auzou)
- 5e/4e : Le milieu de nous deux de Jean Tévélis (Alice Jeunesse)
- 3e/Lycée :  Nos corps jugés de Catherine Cuenca (Talents Hauts)